# Culture des champs d'urnes
Objets typiques
Urne funéraire en bronze

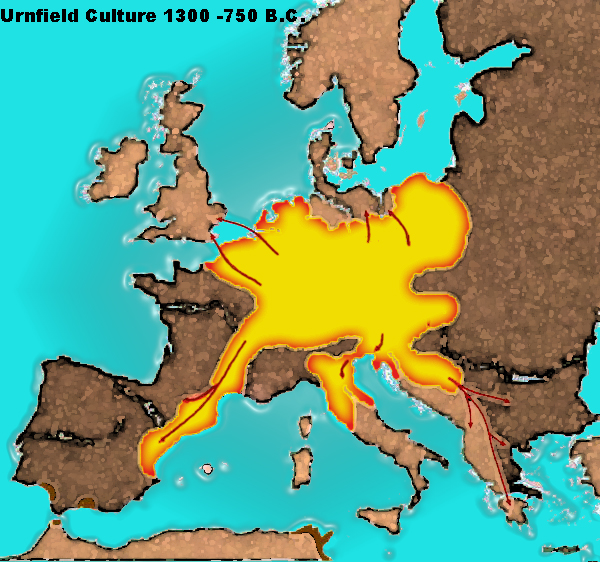
Diffusion de la culture des champs d'urnes

La culture des champs d'urnes rassemble les cultures archéologiques de la « Céramique à cannelures légères » (d'environ 1 350 à 1150 av. J.-C.) et du « groupe Rhin-Suisse-France orientale » (d'environ 1 150 à 950 av. J.-C.), ce qui correspond à l'étape moyenne du bronze final (bronze final IIb et IIIa),. C'est l'époque où des cultures et techniques du bronze et céramiques nouvelles se diffusent en Europe, avant de se terminer au tout début de l'âge du fer. Cette culture se caractérise par des nécropoles d'urnes en bronze enterrées.

## Origine et chronologie
La culture des champs d'urnes fait suite d'environ 1 350 à 950 av. J.-C. à la culture des tumulus, quand l'incinération apparaît comme rite funéraire. L'introduction massive de la crémation dans des urnes, qui remplace la sépulture par inhumation qui prévalait dans les périodes précédentes, marque le début de la période des champs d'urnes. Traditionnellement, ce changement est daté d'environ 1300/1200 av. J.-C., début de l'âge du bronze D/Hallstatt A1 (Bz D/Ha A1), en Europe centrale. À la lumière des recherches archéologiques récentes, il apparaît cependant que le « modèle du champ d'urnes », qui s'est développé à l'origine sur le territoire des tell de la Hongrie actuelle, a été introduit au cours du XVe siècle av. J.-C. (Bz B2/C) - au moins un siècle avant le « Urnenfelderzeit » - dans plusieurs zones entre le Danube et la plaine du Pô.
Dans la première période des champs d’urnes, ont été trouvées de rares céramiques cannelées (par exemple à Temse-Velle) datées du bronze D – Hallstatt A1. Ces cannelures indiquent une influence RSFO (Rhin-Suisse-France Orientale,), influence qui a donc pu se faire sentir plus tôt que ce qu'on a cru jusqu'à présent.
Il est délicat de définir la date exacte de la fin d'utilisation des champs d'urnes. Les deux cimetières de Velzeke étaient encore en usage aux environs de -450. Aucune date n'est postérieure au Ve siècle av. J.-C., et il semble que ce Ve siècle av. J.-C. signe la cessation de ce genre de sépulture.
Les deux tables suivantes montrent les principales équivalences de périodes pour la fin de l'âge du bronze et le début de l'âge du fer, correspondant au développement de la culture des champs d'urnes.
| Bronze final D | Bronze final I        | 1300→1200 |
| Hallstatt A1   | Bronze final IIa      | 1200→1100 |
| Hallstatt A2   | Bronze final IIb      | 1100→1000 |
| Hallstatt B1   | Bronze final IIIa     | 1000→900  |
| Hallstatt B2/3 | Bronze final IIIb     | 900→750   |
| Hallstatt C    | Hallstatt ancien      | 750→600   |
| Hallstatt D    | Hallstatt moyen/final | 600→450   |

| Lanting & van der Plicht (2001/02) | Années av. J.-C. | C14 années BP |
| ---------------------------------- | ---------------- | ------------- |
| Bronze final D                     | 1325→1200        | 3100–3000     |
| Hallstatt A1                       | 1200→1125        | 3000–2950     |
| Hallstatt A2                       | 1125→1025        | 2950–2875     |
| Hallstatt B1                       | 1025→925         | 2875–2800     |
| Hallstatt B2                       | -                | -             |
| Hallstatt B3                       | 925→800          | 2800–2650     |
| Hallstatt C                        | 800→625          | 2650–2450     |
| Hallstatt D                        | 625→480          | 2500–2400     |

Selon Claudio Cavazzuti, Alberta Arena, Andrea Cardarelli et al. (2022), les premiers « champs d'urnes » peuvent être identifiés dans le centre de la Hongrie, parmi les communautés tell de la fin de la culture Nagyrév / Vatya, vers 2000 av. J.-C. À partir du XIXe siècle av. J.-C., le modèle du champ d'urnes est documenté parmi les communautés du Nord-Est de la Serbie, au sud des Portes de Fer. Lors de l'effondrement ultérieur du système de tell, vers 1500 av. J.-C., le modèle de champ d'urnes se répand dans certaines des régions voisines. L'adoption semble cependant plus radicale dans la plaine méridionale du Pô, ainsi que dans les plaines Save/Drave/Basse Tisza, tandis qu'en Basse-Autriche, en Transdanubie et dans la plaine septentrionale du Pô, elle semble plus progressive et semble avoir fait l'objet de processus de syncrétisme avec les rites traditionnels.

## Caractéristiques

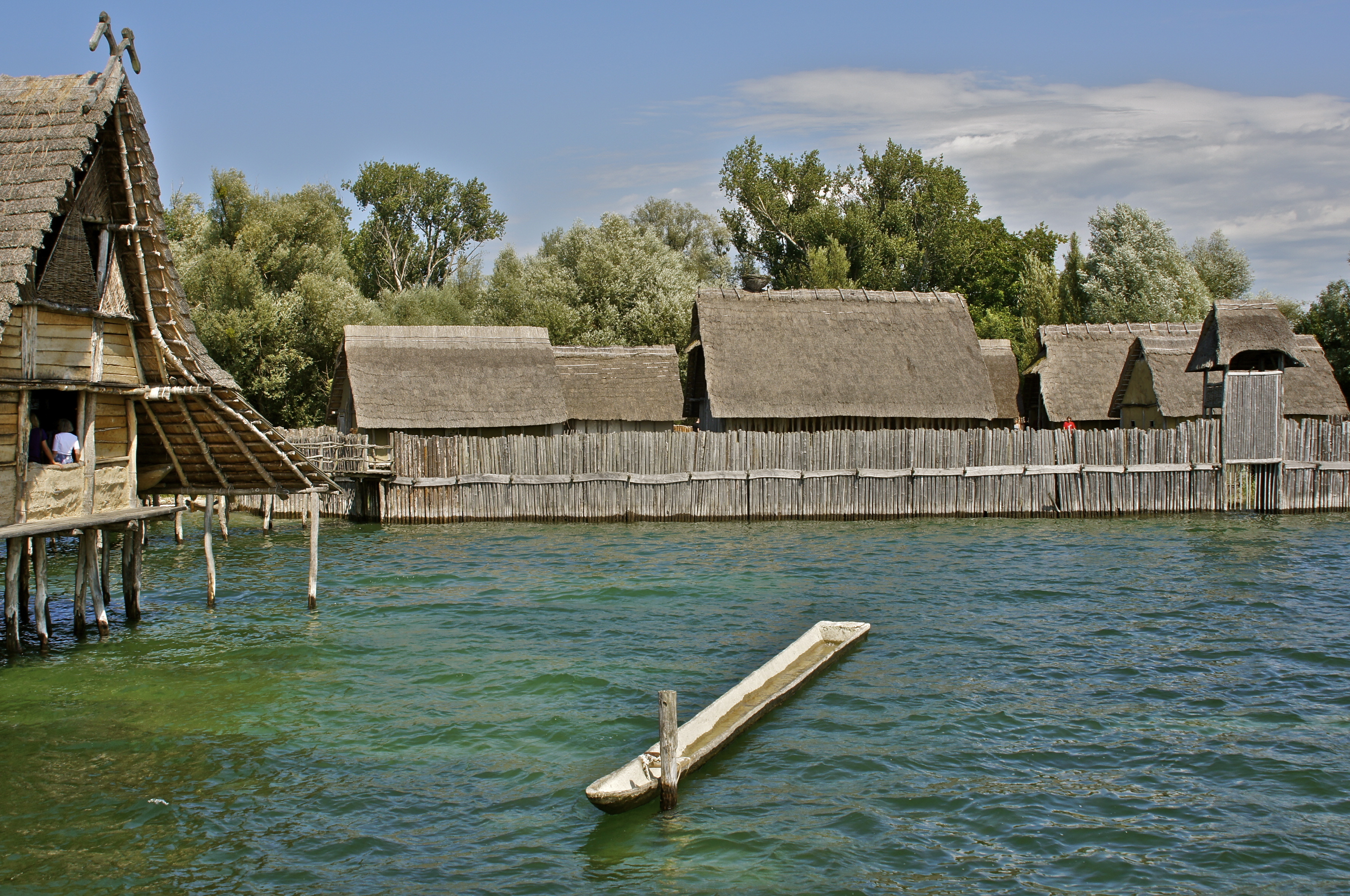
Reconstruction d'une colonie de maisons sur pilotis à Unteruhldingen sur le lac de Constance dans le Sud de l'Allemagne

Les caractéristiques essentielles de la culture des champs d'urnes sont les suivantes :
- utilisation d'un récipient pour le dépôt d'os incinérés (généralement, mais pas nécessairement, un récipient en céramique spécialement conçu à des fins funéraires).
- placement de l'urne/récipient dans une fosse.
- réduction/exclusion fréquente des objets funéraires (en particulier des armes) de l'inhumation.
- tendance générale à être largement représentatif de la communauté vivante, avec exclusion fréquente des jeunes enfants (moins de 2-3 ans)[18].

### Habitat
Les bâtiments sont plus petits (moins de 10 m de long) que ceux de l'âge du bronze moyen. C'est la conséquence de l'abandon de la maison-étable, sans que l'on sache pourquoi ce type d'habitation fut abandonné. Une hypothèse en cours suggère un passage possible de l'élevage bovin à l'élevage ovin (Roymans, 1991), mais le matériel archéologique ne montre guère de réduction des bovins en parallèle avec cette diminution des habitations ; l'autre hypothèse suggérée est donc une réduction de la population due à un mouvement de colonisation d'autres terres (Fokkens, 1997,). Cette réduction de taille se présente dans toute l'Europe de l'Ouest, étant plus ou moins datée aux environs de -900. Un aspect mystérieux de ce changement de taille d'habitations, est la soudaineté avec laquelle il est arrivé — aussi bien dans le passage à des habitations plus grandes entre -1800 et -1500, que dans le retour à plus petit entre -1000 et -900. Le retour à plus petit, extraordinairement rapide, s'est fait en trois générations. Il est possible que le changement précédent, allant vers une augmentation de la taille d'habitation, ait eu lieu en un temps très court aussi car les sites connus de cette période sont étonnamment rares comparé au nombre de sites des périodes précédentes et suivantes. Par ailleurs, ces deux changements étant apparus en même temps dans toute l'Europe de l'Ouest et donc dans des paysages divers, il est probable que leur cause ne soit pas d'ordre uniquement économique.

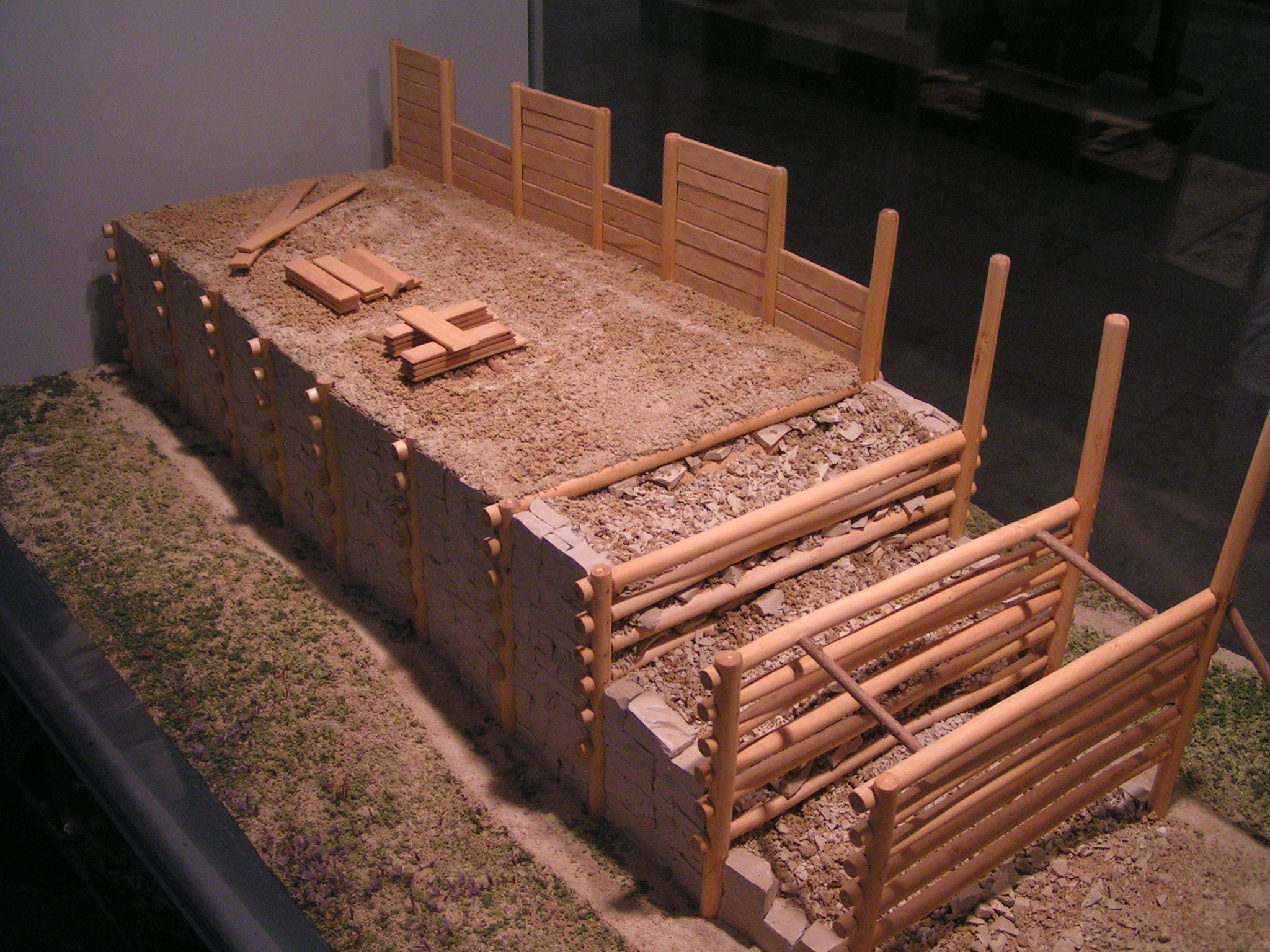
Modèle d'une fortification de type Pfostenschlitzmauer

Les maisons étaient à une ou deux allées. Certaines étaient assez petites, 4,5 m sur 5 m sur le Runder Berg (Urach, Allemagne), 5 à 8 m de long à Künzig (Bavière, Allemagne), d’autres jusqu’à 20 m. Elles ont été construites avec des poteaux en bois et des murs de torchis. Dans le village Velatice de Lovčičky (Moravie, République tchèque), 44 maisons ont été fouillées. De grandes fosses de stockage en forme de cloche sont connues dans la culture de Knovíz. La colonie de Radonice (Louny) contenait plus de 100 fosses. Elles ont très probablement été utilisées pour stocker des céréales et démontrent une production excédentaire considérable.
Sur les lacs du Sud de l'Allemagne et de la Suisse, de nombreuses habitations sur pilotis ont été construites. Elles consistent soit en de simples maisons d’une seule pièce faites de torchis, soit en rondins. La colonie de Zoug, en Suisse, a été détruite par un incendie et fournit des informations importantes sur la culture matérielle et l'organisation de cet établissement en cette période.
Les colonies fortifiées deviennent courantes dans la période d'Urnfield. On utilise souvent un éperon escarpé, où seule une partie de la circonférence devait être fortifiée. Selon les matériaux disponibles localement, des murs en pierre sèche, des charpentes remplies de pierres ou de terre ou des palissades de type Pfostenschlitzmauer (de) étaient utilisés. D'autres établissements fortifiés utilisaient des courbes de rivières et des zones marécageuses. Sur la colline fortifiée de Hořovice près de Beroun (Tchéquie), 50 ha étaient entourés d'un mur de pierre. La plupart des colonies étaient beaucoup plus petites. Le travail des métaux est concentré dans les établissements fortifiés. Sur le Runder Berg près d'Urach, en Allemagne, 25 moules en pierre ont été découverts.

### Armes

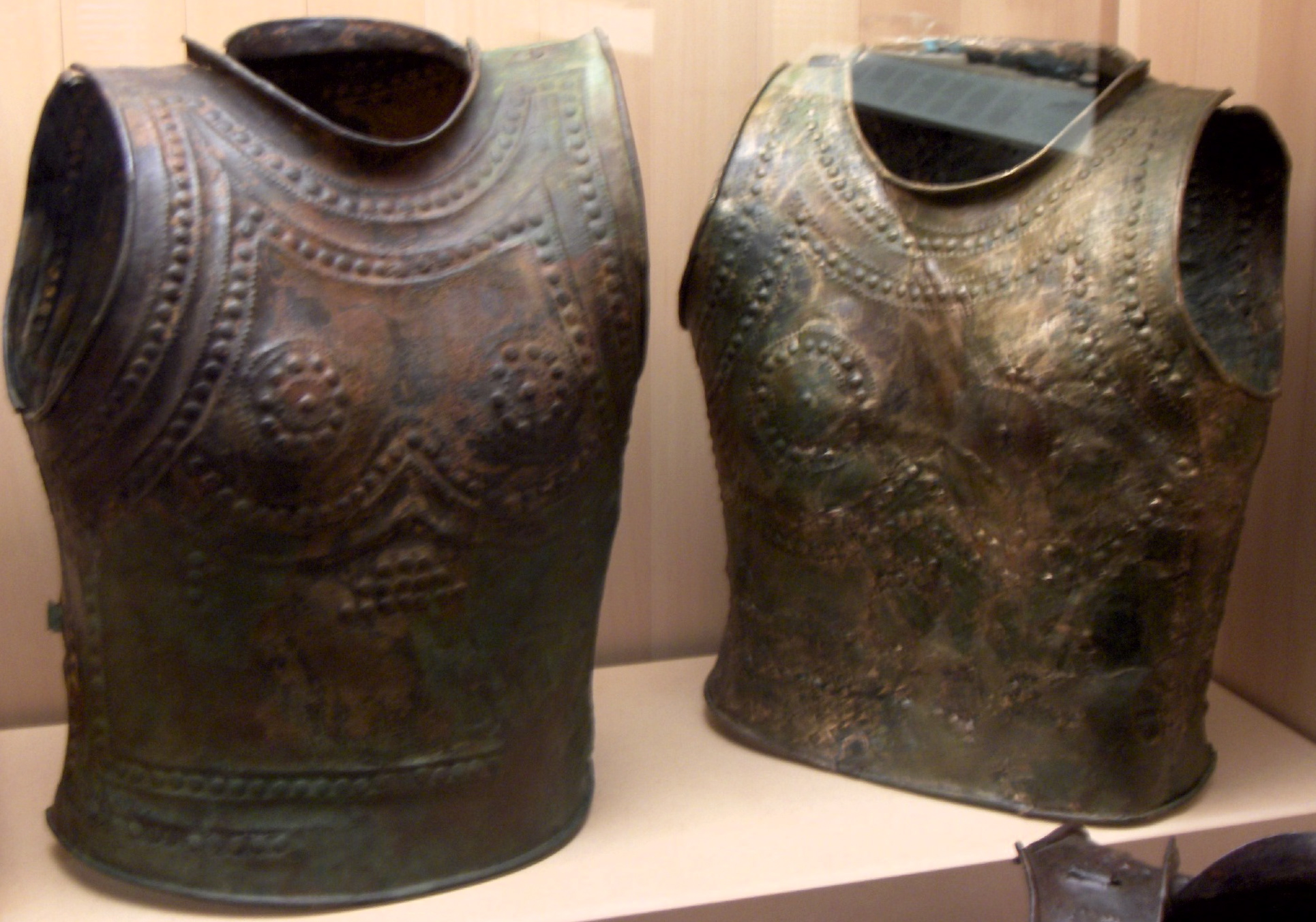
Cuirasses en bronze de Marmesse

Le début de la culture des champs d'urnes (1300 av. J.-C.) est une époque où les guerriers d'Europe centrale pouvaient être lourdement armés avec des armures, des casques et des boucliers en bronze.

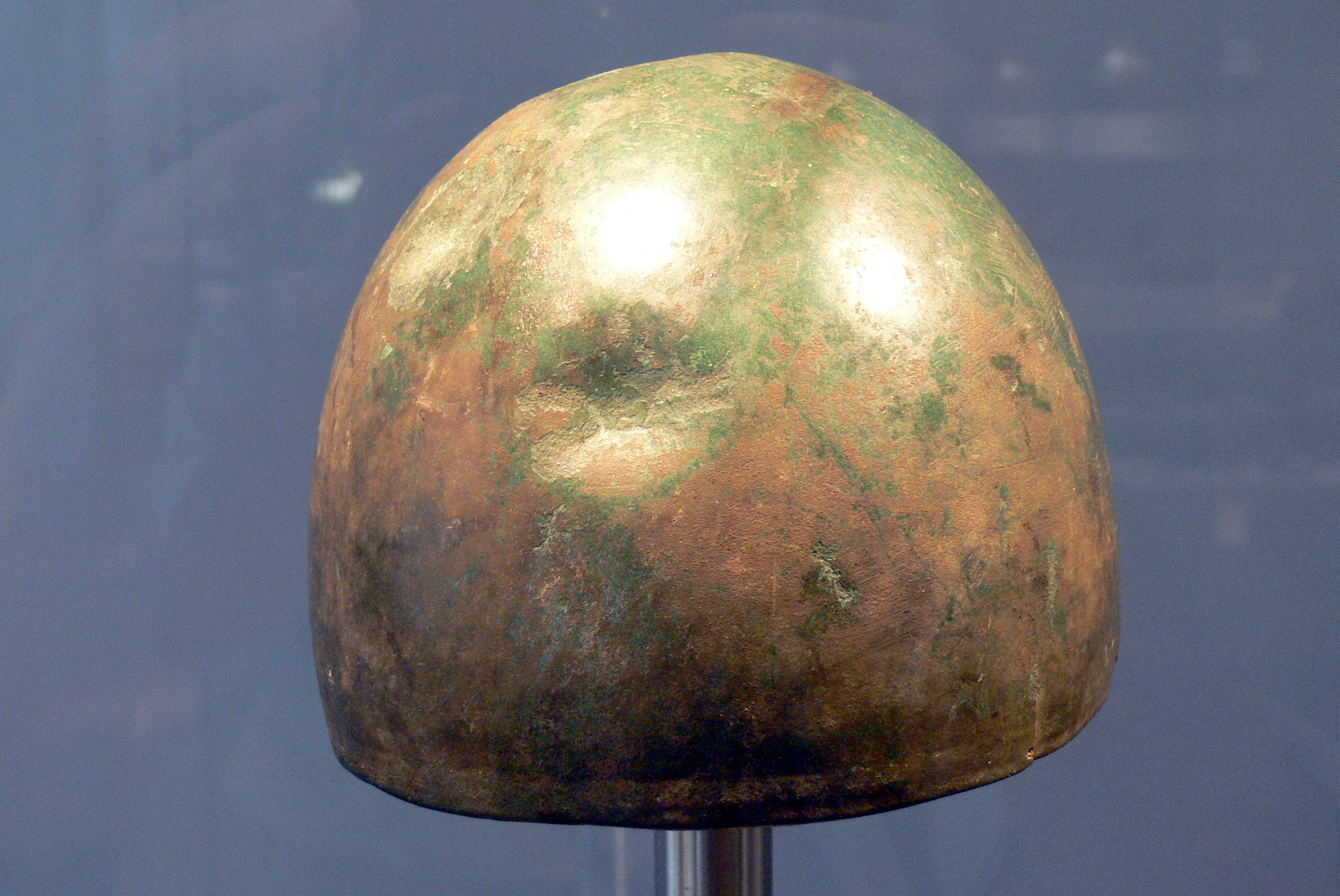
Casque de bronze du champ d'urnes de Thonberg en Haute-Franconie (Allemagne), l'un des plus vieux casques connus au nord des Alpes

L'épée en forme de feuille pouvait être utilisée pour trancher, contrairement aux épées poignards de la culture des tumulus précédente. Elle possédait couramment un ricasso. La poignée était normalement en bronze. Elle était coulée séparément et consistait en un alliage différent. Ces épées à poignée solide sont connues depuis le bronze D (épées de Rixheim). Les autres épées ont des lames à dents et avaient probablement une garde en bois, en os ou en ramure. Certaines épées avaient des incrustations organiques sur la garde.
Les équipements de protection tels que les boucliers, les cuirasses, les jambières et les casques sont extrêmement rares et ne sont presque jamais retrouvés dans les sépultures. L'exemple le plus connu de bouclier en bronze provient de Plzeň en Bohême et a une prise rivetée. Des pièces comparables ont été trouvées en Allemagne, en Pologne occidentale, au Danemark, en Grande-Bretagne et en Irlande. Elles sont supposés avoir été fabriquées en Haute-Italie ou dans les Alpes orientales et imiter des boucliers en bois. Les tourbières irlandaises ont donné des exemples de boucliers en cuir (Clonbrinn, Co. Wexford). Les cuirasses de bronze sont connues depuis le bronze D (Čaka, tombe II, Slovaquie). Des cuirasses de bronze complètes ont été découvertes à Saint-Germain-du-Plain, neuf exemplaires, l'un à l'intérieur de l'autre, à Marmesse, Haute Marne (France), des fragments à Pfeffingen près d'Albstadt (Allemagne). Des jambières de feuilles de bronze richement décorées sont connues à Kloštar Ivanić (Croatie) et dans la grotte Paulus près de Beuron (Allemagne).

### Sépultures

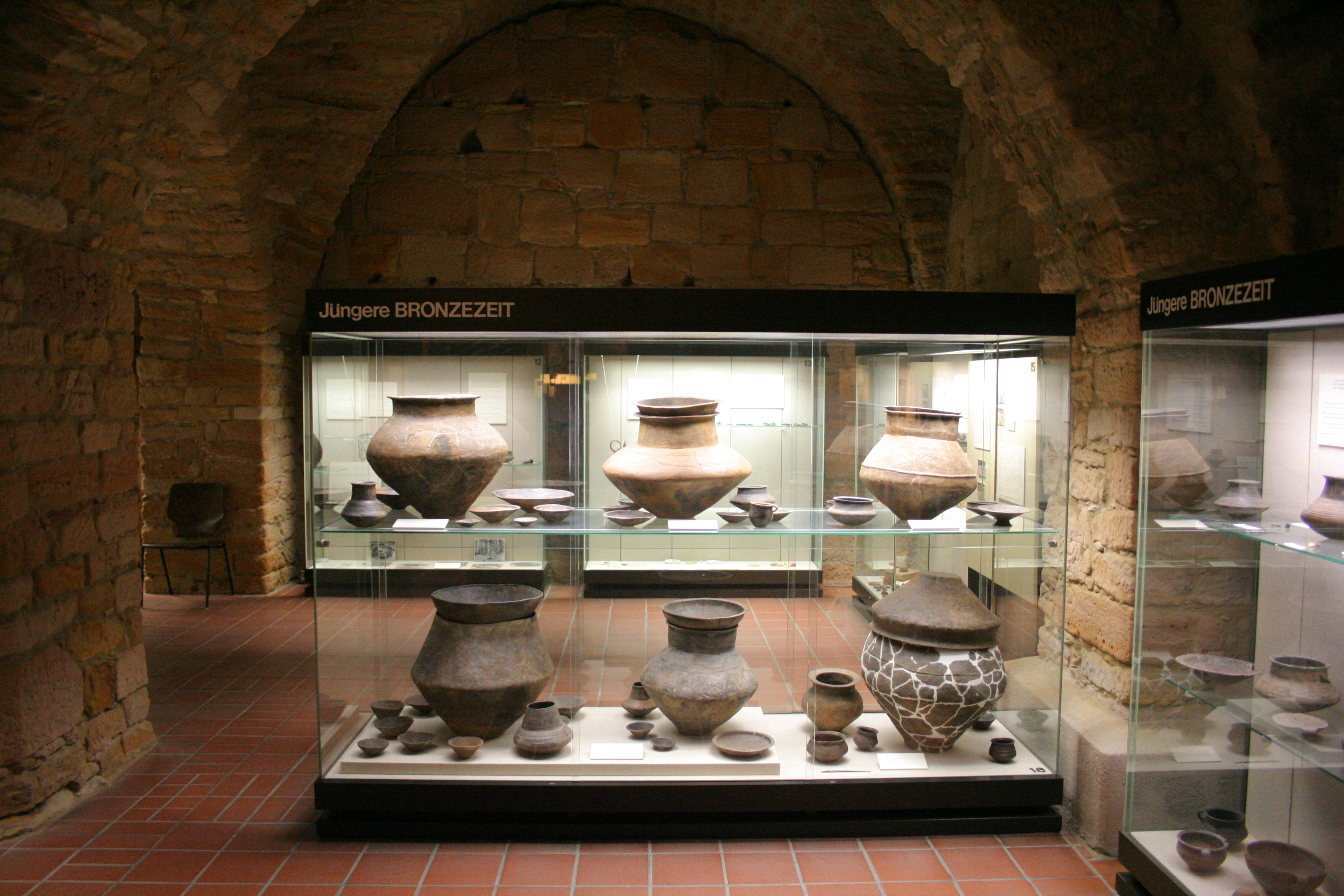
Urnes funéraires de Lahnberge (Marbourg-Biedenkopf, Hesse, Allemagne)

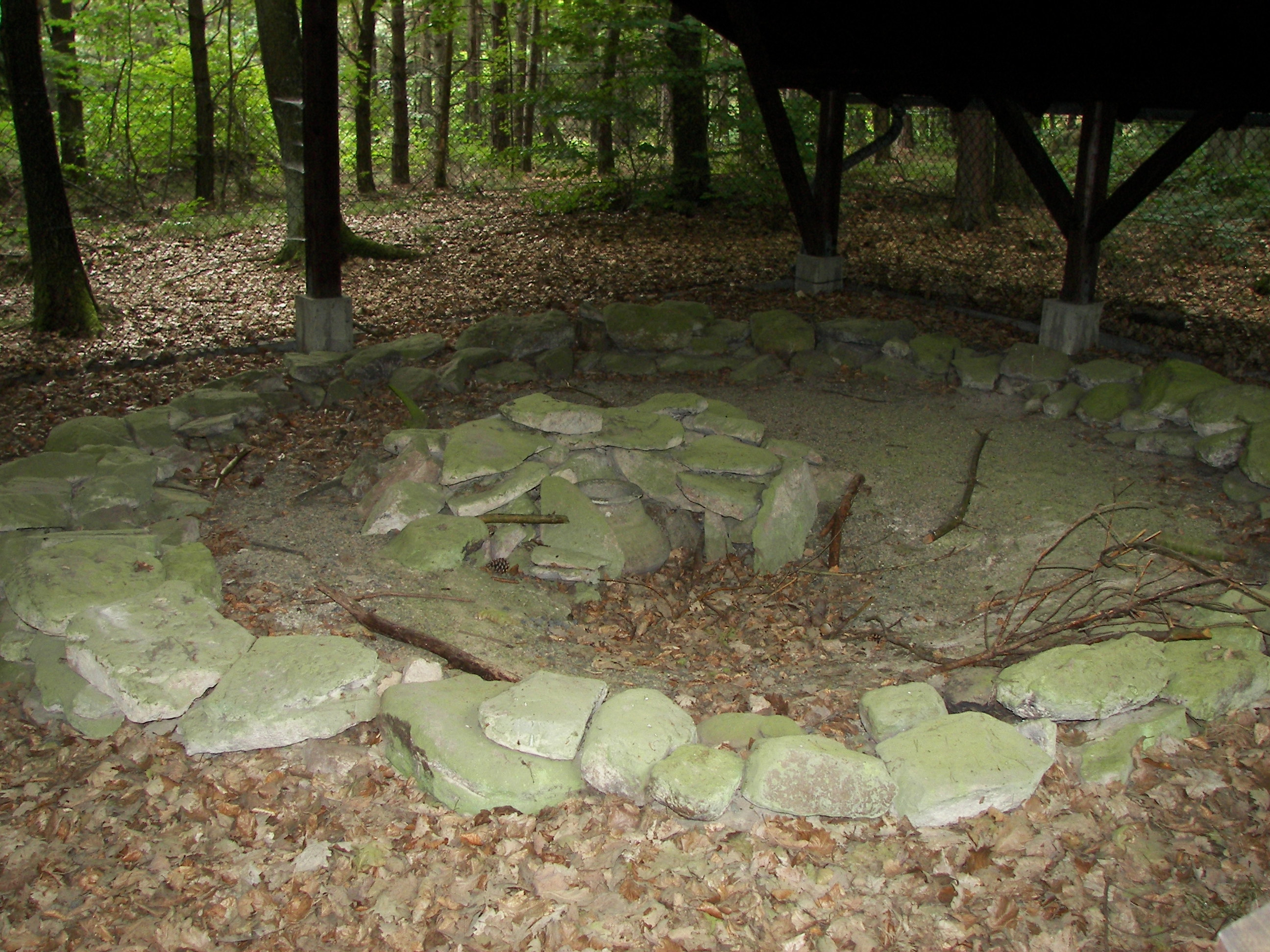
Champ d'urnes de Lahnberge (Marbourg-Biedenkopf, Hesse, Allemagne) présenté au jardin botanique de Marbourg tel qu'il a été trouvé

Les champs d'urnes sont souvent localisés près de points d'eau (rivière, source…). C'est par exemple le cas pour tous les sites des Flandres, sauf vers Aalter, Velzeke et le pays de Waes.
Ce mode de sépulture ne remplace pas toujours les tumulus : les deux modes peuvent se juxtaposer sur le même site. On peut par exemple trouver des urnes enterrées à côté de tranchées mortuaires
Un exemple en est la nécropole récemment découverte à Cesson (Seine-et-Marne). Il semble que les tombes à urnes dominent au début, puis on voit une augmentation des tombes à paquets d'os et des puits à incinération. La nécropole de Destelbergen en Flandre est organisée autour d'une tombelle : la partie la plus ancienne, datant du bronze final, est située à l'est de cette tombelle, et la partie datant du premier âge du fer, plus récente, se trouve à l'ouest de celle-ci.
Les urnes contiennent essentiellement les cendres des morts : les objets sont rares. La plupart du temps, s'il y en a ils se résument à un ou deux petits bols et des répliques de l'urne principale assez petites pour passer par le col de celle-ci, parfois quelques objets significatifs pour les défunts (bijoux, armes, outils),. La photo ci-contre montre des urnes caractéristiques et les urnes miniatures et bols qu'elles peuvent contenir.

## Économie
Le défrichement des forêts a été intense pendant la période de la culture des champs d'urnes. Des prairies ouvertes ont probablement été créées pour la première fois, comme le montre l'analyse du pollen. Cela a entraîné une augmentation de l'érosion et de la charge sédimentaire des rivières.
Le blé et l'orge étaient cultivés, ainsi que les légumineuses et le haricot. Les graines de pavot étaient utilisées comme huile ou comme drogue. Le mil et l'avoine sont cultivés pour la première fois en Hongrie et en Bohême, le seigle était déjà cultivé. Plus à l'ouest, il ne s'agissait que d'une mauvaise herbe nuisible. Le lin semble avoir eu une importance moindre, peut-être parce que la laine était principalement utilisée pour les vêtements. Les noisettes, les pommes, les poires, les prunelles et des glands étaient cueillis.
Dans la colonie lacustre de Zoug, des restes d'un bouillon d'épeautre et de mil ont été découverts. Dans les champs d'urnes du Bas-Rhin, du pain levé était souvent placé sur le bûcher et les fragments brûlés ont ainsi été préservés.

## Expansionnisme ou changement endogène?

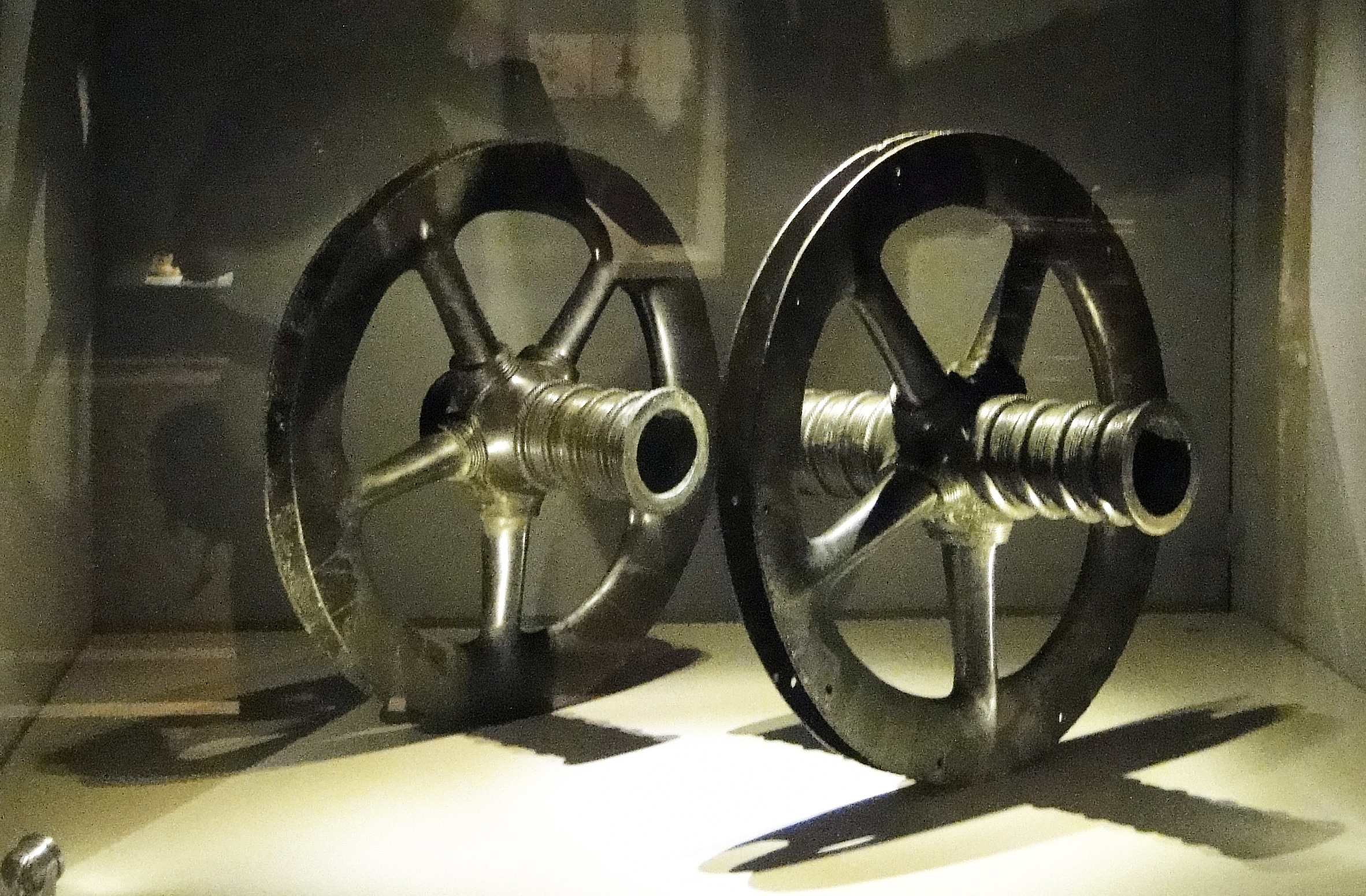
« Roues de bronze de Hassloch », 900-800, Musée historique du Palatinat, Spire.

Selon la théorie diffusionniste dite « expansionniste », qui prédominait au XIXe siècle et jusque dans les années 1980, ces champs d'urnes correspondaient à un peuple probablement originaire de Hongrie et de Lusace - sont également citées la Saxe et la Silésie.
Entre 800 et 1000 av. J.-C. ce peuple se serait étendu en Allemagne du Sud et dans la Haute vallée du Rhin, puis en Bavière, Suisse, Autriche (Styrie et la Carinthie) et Italie du Nord. Les urnes globuleuses à haut col remplacent alors celles bicôniques à col court et évasé. Selon Pere Bosch Gimpera et d'autres, un groupe de ce peuple, serait parti de Bavière, Wurtemberg et Bâle et passé par la trouée de Belfort pour arriver au centre de la France (champs d'urnes de Pougues-les-Eaux dans la Nièvre, de Saint-Père-sous-Vézelay dans l'Yonne — deux stations thermales —, de Dompierre-sur-Besbre dans l'Allier) ; aurait ensuite contourné les Cévennes par l'ouest pour arriver dans le Tarn (nombreuses nécropoles vers Saint-Sulpice-la-Pointe), la plaine de Toulouse et les Pyrénées, et de là passer en Catalogne. Un autre groupe du même peuple, passant par le plateau suisse et la vallée du Rhône où il aurait remplacé la civilisation palafitte, aurait suivi le bord de la Méditerranée pour peupler le Roussillon et le Narbonnais. Un groupe est allé en Italie dans la région de Villanova, un autre en Belgique (27 sites connus en 2007, principalement autour des vallées de la Lys et de l’Escaut à partir du XIe siècle av. J.-C.) et en Hollande.
Depuis le congrès de Nemours en 1986 (Brun et al.), il est bien établi pour la grande majorité des archéologues que les nouveaux rites funéraires correspondent plus à un changement endogène aux populations locales, sans grand mouvement de populations extérieures.
A contrario, une étude génétique portant sur les populations préhistoriques de la péninsule Ibérique menée en 2019 par Iñigo Olalde et ses collègues montre une tendance durant l'âge du fer de l'augmentation de l'ascendance liée aux populations d'Europe du Nord et d'Europe centrale par rapport à l'âge du bronze précédent. Ce flux de gènes dans la péninsule Ibérique à la fin de l'âge du bronze ou au début de l'âge du fer, est, selon les auteurs, possiblement associé à l'introduction de la culture des champs d'urnes. Selon Olalde, contrairement à l'Europe centrale ou du Nord, où l'ascendance steppique a probablement marqué l'introduction des langues indo-européennes, dans la péninsule ibérique, cette augmentation de l'ascendance steppique n'a pas toujours été accompagnée d'un passage aux langues indo-européennes.

## Langues
De ce fait, la culture des champs d'urnes est considérée comme le vecteur le plus probable des langues celtiques. La langue proto-celtique aurait émergé en Europe de l'Est vers 2 000 av. J.-C.. Les peuples parlant le proto-celtique, venant de l'Est, se seraient installés au plus tard vers 1 500 av. J.-C. dans la région ouest de l'Europe centrale, où ils furent en contact avec des peuples parlant le proto-germanique et le proto-italique.

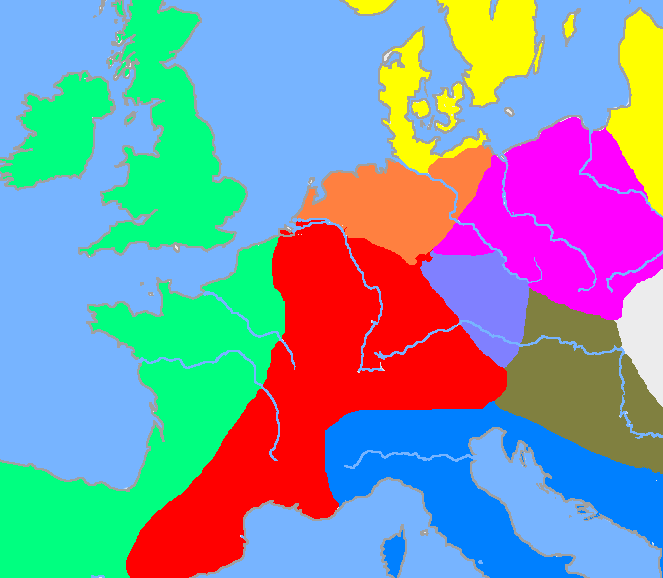
Le sous-groupe Knovíz, env. 1200 avant notre ère

Une nouvelle étude de paléogénétique publiée en 2025 identifie également un impact démographique généralisé de la culture des champs d'urnes d'Europe centrale dans la propagation de ce groupe linguistique. L'ascendance associée au sous-groupe Knovíz (en) de la culture des champs d'urnes situé dans le bassin des Carpates s'est formée entre 2000 et 1200 ans avant notre ère, et s'est ensuite étendue à une grande partie de l'Europe occidentale entre 1200 et 800 ans avant notre ère. Cette ascendance a persisté dans la culture de Hallstatt en Allemagne, en Autriche et en France, impactant la Grande-Bretagne vers 800 ans avant notre ère et la péninsule ibérique vers 500 ans avant notre ère. Ces résultats étayent les modèles d'un centre de propagation venant d'Europe centrale orientale plutôt que venant d'Europe occidentale pour une composante majeure de toutes les langues celtiques attestées.
Le Lépontique est le plus vieil exemple écrit (VIe siècle av. J.-C.) d'une langue celtique. Présent d'abord au nord des Alpes, il serait lié à la culture de Golasecca, elle-même issue de la culture des champs d'urnes. Attesté au VIe siècle av. J.-C., il aurait donc divergé avant cette date des autres langues celtiques comme le celtibère, dont certains traits paraissent plus archaïques, et le gaulois, qui contient des signes d'évolution linguistique. La séparation entre le lépontique et les autres langues celtiques pourrait avoir eu lieu vers 1200 av. J.-C..
Les langues indo-européennes seraient également arrivées en Espagne avec les peuples de la culture des champs d'urnes, qui auraient commencé à traverser les Pyrénées un peu avant l'an 1000 av. J.-C.. Cette culture aurait notablement influencé le Nord-Est de la péninsule ibérique, où les Celtibères auraient adapté leurs fabrications pour leurs cimetières. Javier de Hoz considère que ceci n'implique pas que tous les groupes de la culture des champs d'urnes parlaient des langues celtiques. Mais le celtibère, qui aurait divergé aux alentours de 1200 av. J.-C., et les Celtibères partageaient des liens culturels avec la culture des champs d'urnes.

## Historique des découvertes archéologiques
- Wolfgang Kimmig, 1940 : publie ses travaux sur les champs d'urnes de Baden (Allemagne)[35].
- Sigfried J. De Laet, 1958 : publie le premier schéma chronologique pour les champs d'urnes belges[36].
- Marcel Desittere, 1968 : précise le cadre typochronologique des cimetières entre la mer du Nord et le Bas-Rhin[37].
- années 1980 : révision de la chronologie.
- Jean Bourgeois, 1989 : introduit la notion de « groupe Rhin-Suisse-France orientale », connu sous le sigle RSFO, pour les influences culturelles d'Europe centrale à l'âge du bronze final ; ce qui amène la réévaluation de la chronologie des sites connus, basée principalement sur l'évolution des formes de poteries dans les champs d'urnes et sur l'étude des céramiques des sites moins bien connus. La typochronologie locale est affinée par la comparaison avec les sites des régions voisines et d'Europe centrale[38].
- Patrice Brun et Claude Mordant organisent en 1986 le congrès de Nemours, au cours duquel est soutenu que le phénomène dit « Champs d'urnes » est en réalité la diffusion de nouveaux rituels funéraires, et non de mouvements massifs de populations (Brun & Mordant 1988).

## Galerie

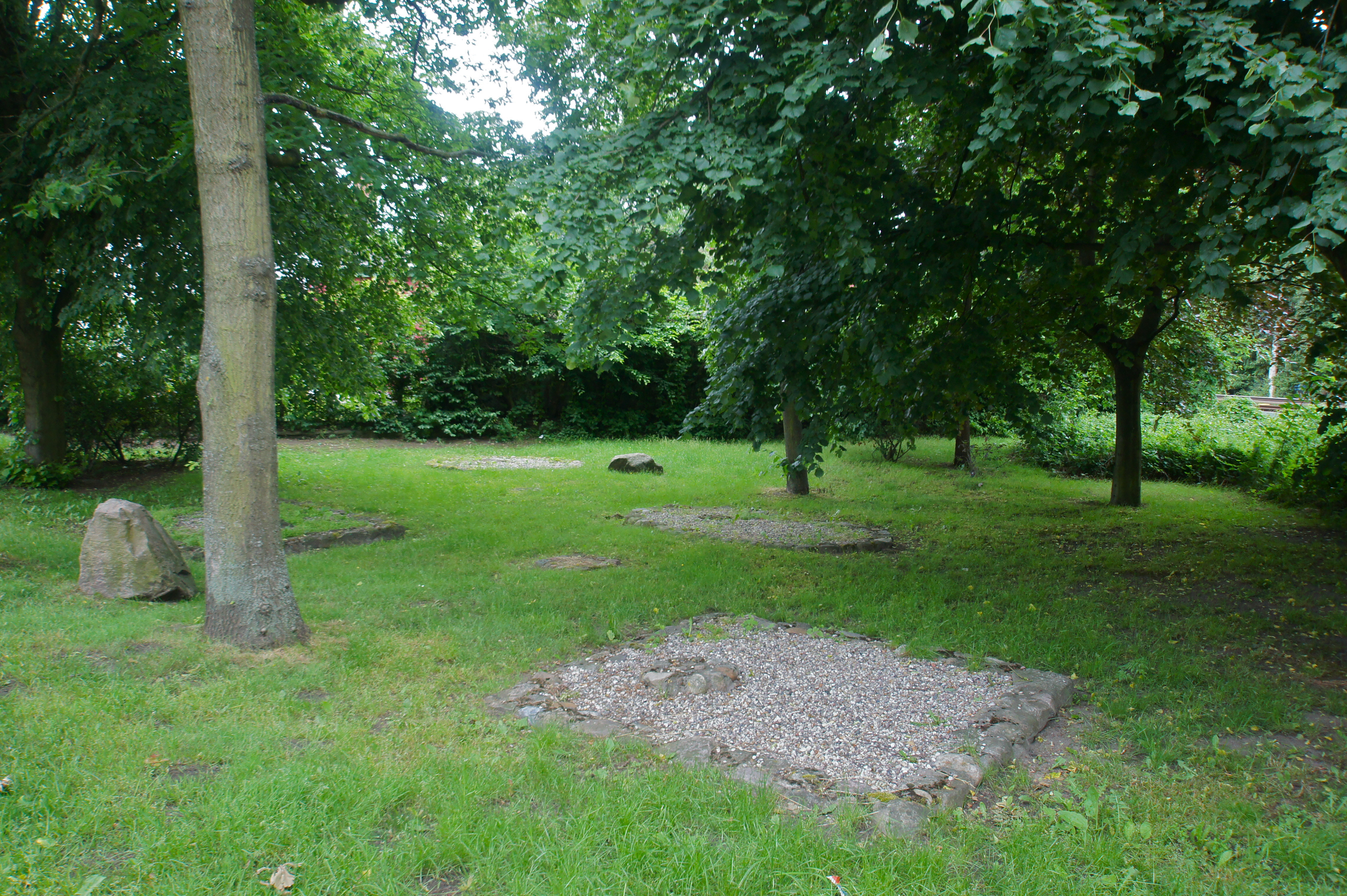
Champ d'urnes à Sülldorf (quartier de Hambourg)
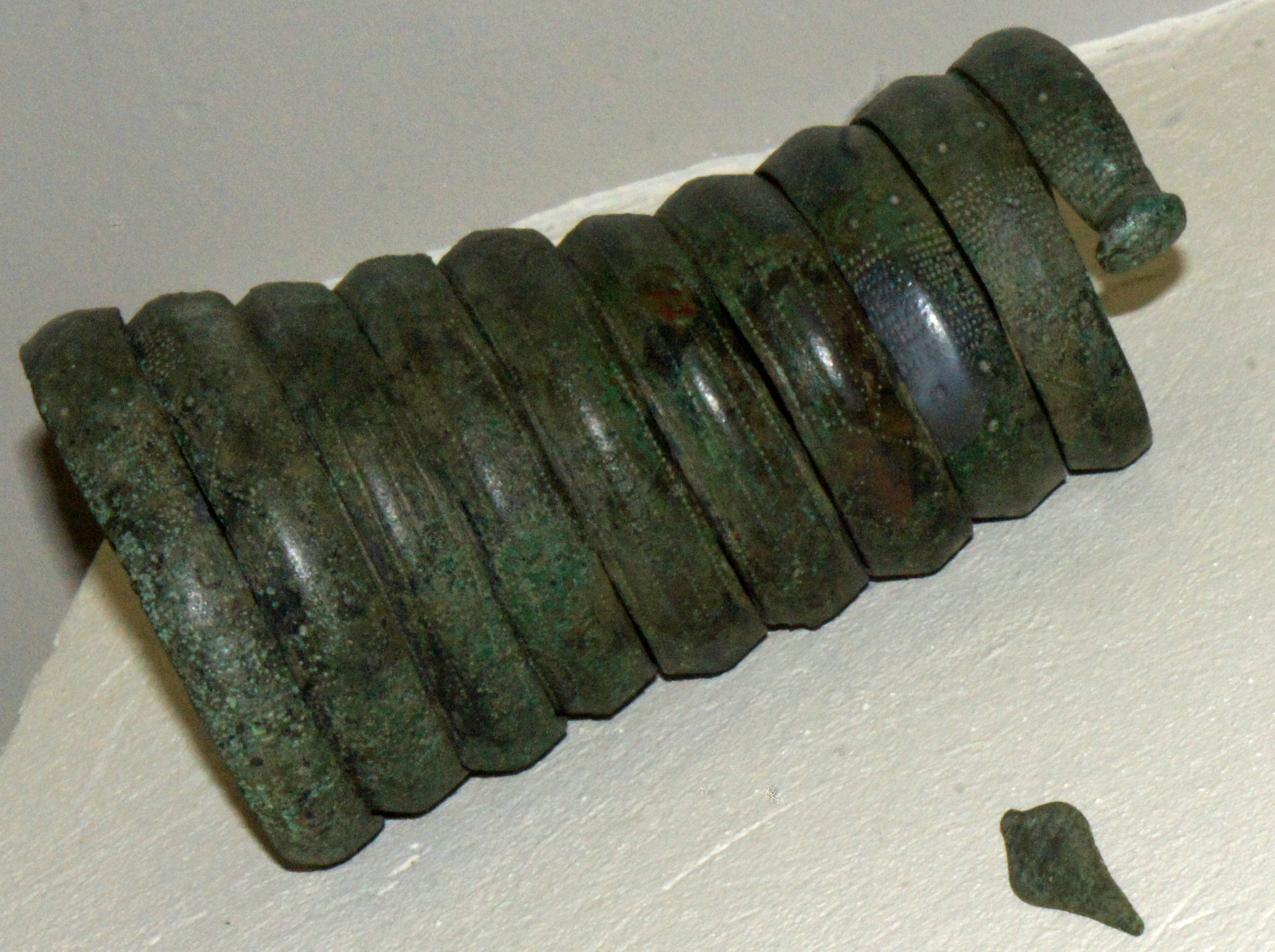
Un brassard trouvé à Vaudemange
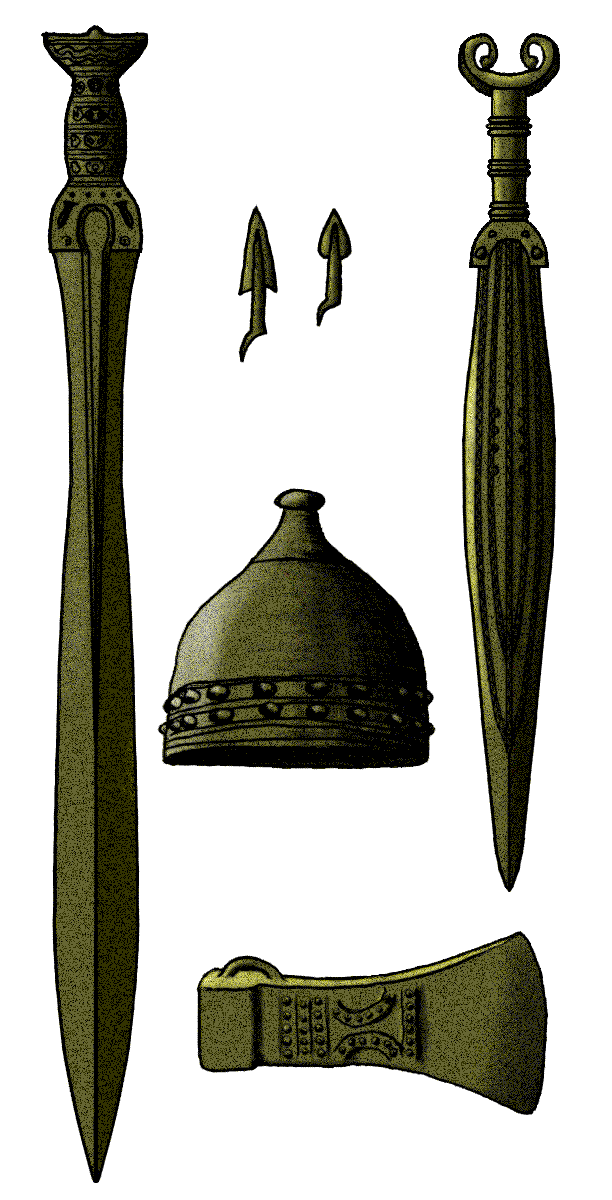
Accessoires de guerrier
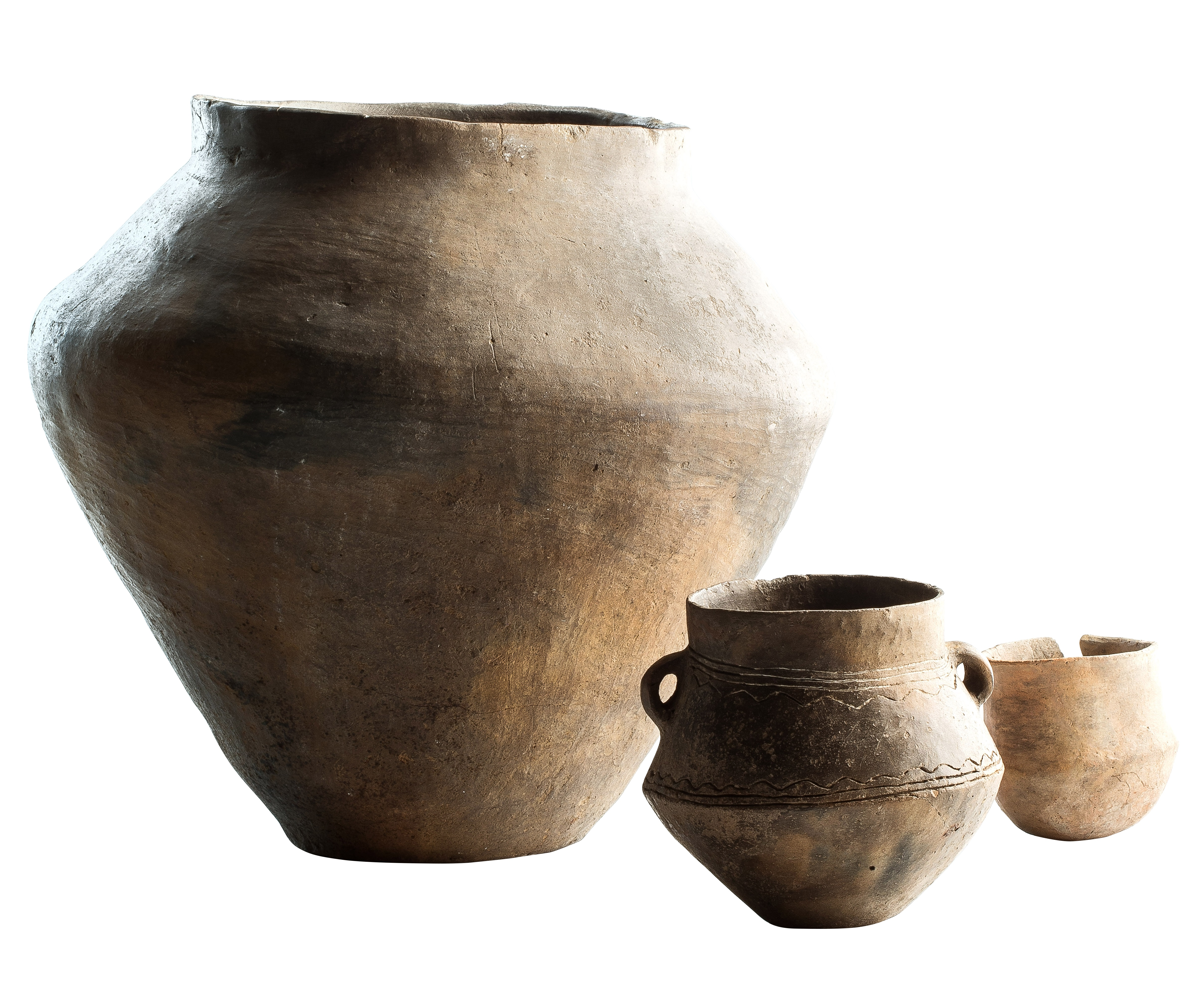
Urnes d'une tombe d'urnes, 1000-800 av.J-Chr., Donk (B),Musée gallo-romain, Tongres (Belgique)
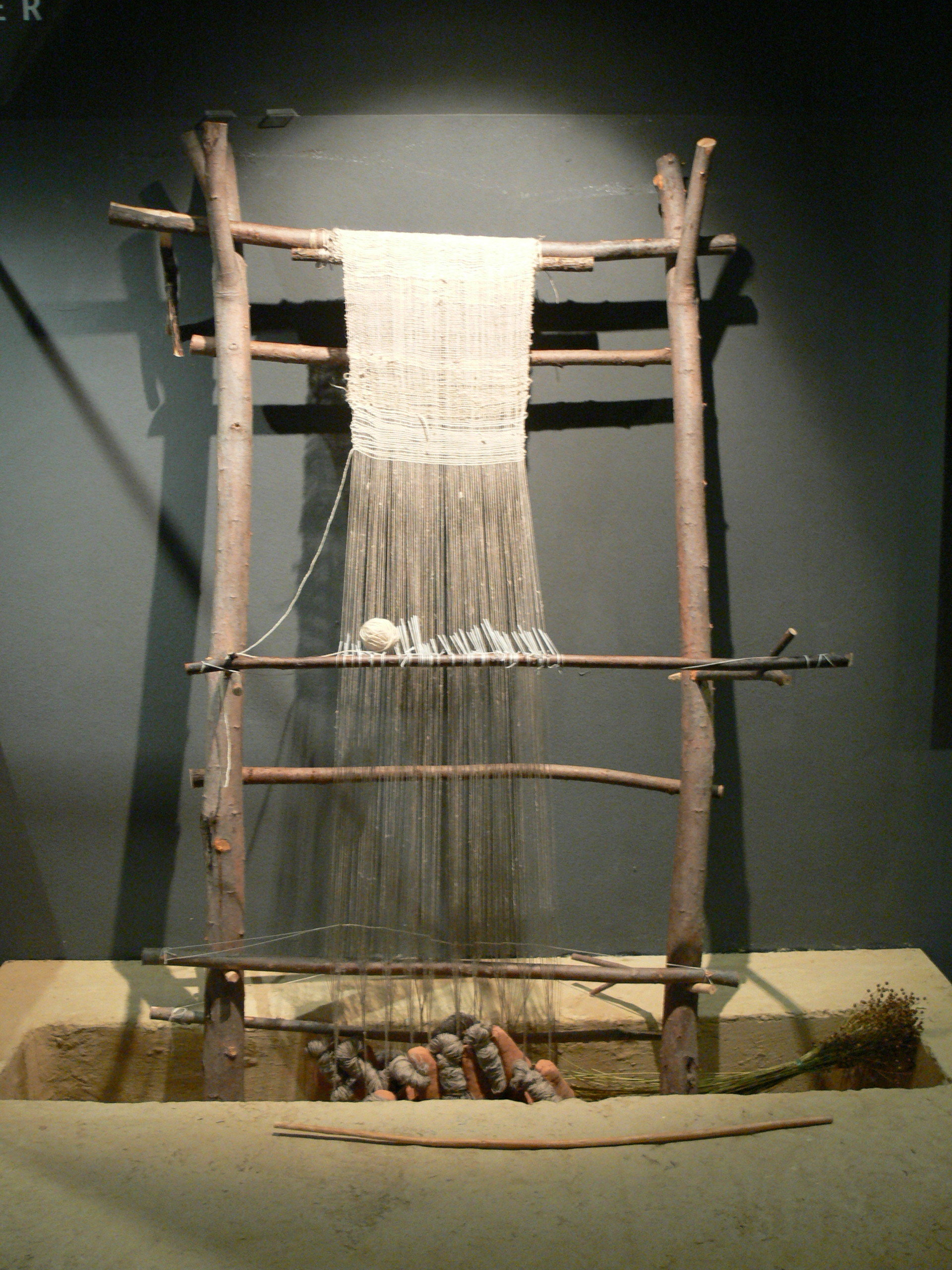
Métier à tisser
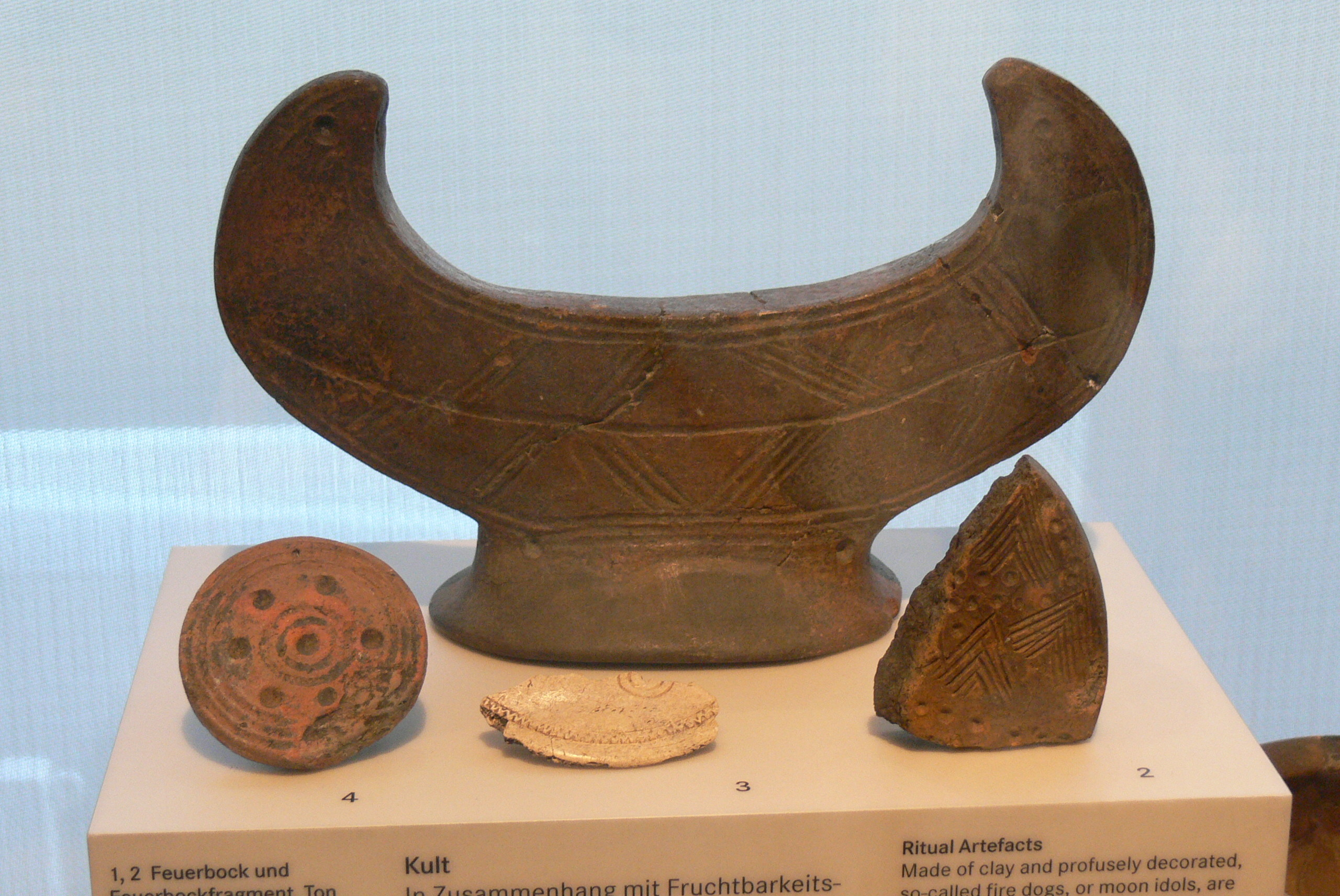
Chenet et objets du foyer

### Quelques signes décoratifs typiques de l'art des champs d'urnes

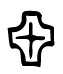
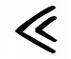
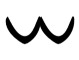
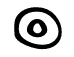
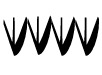
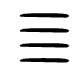